# 苍震华
苍震华（1946年2月—），男，满族，福建福州人，中华人民共和国政治人物，曾任中共三明市委书记，福建省政协副主席。